# Koki Habata
Koki Habata (født 22. juli 1983) er en tidligere japansk fodboldspiller.
Han har spillet for flere forskellige klubber i sin karriere, herunder Gamba Osaka og Sagan Tosu.